# Атмосферное электричество

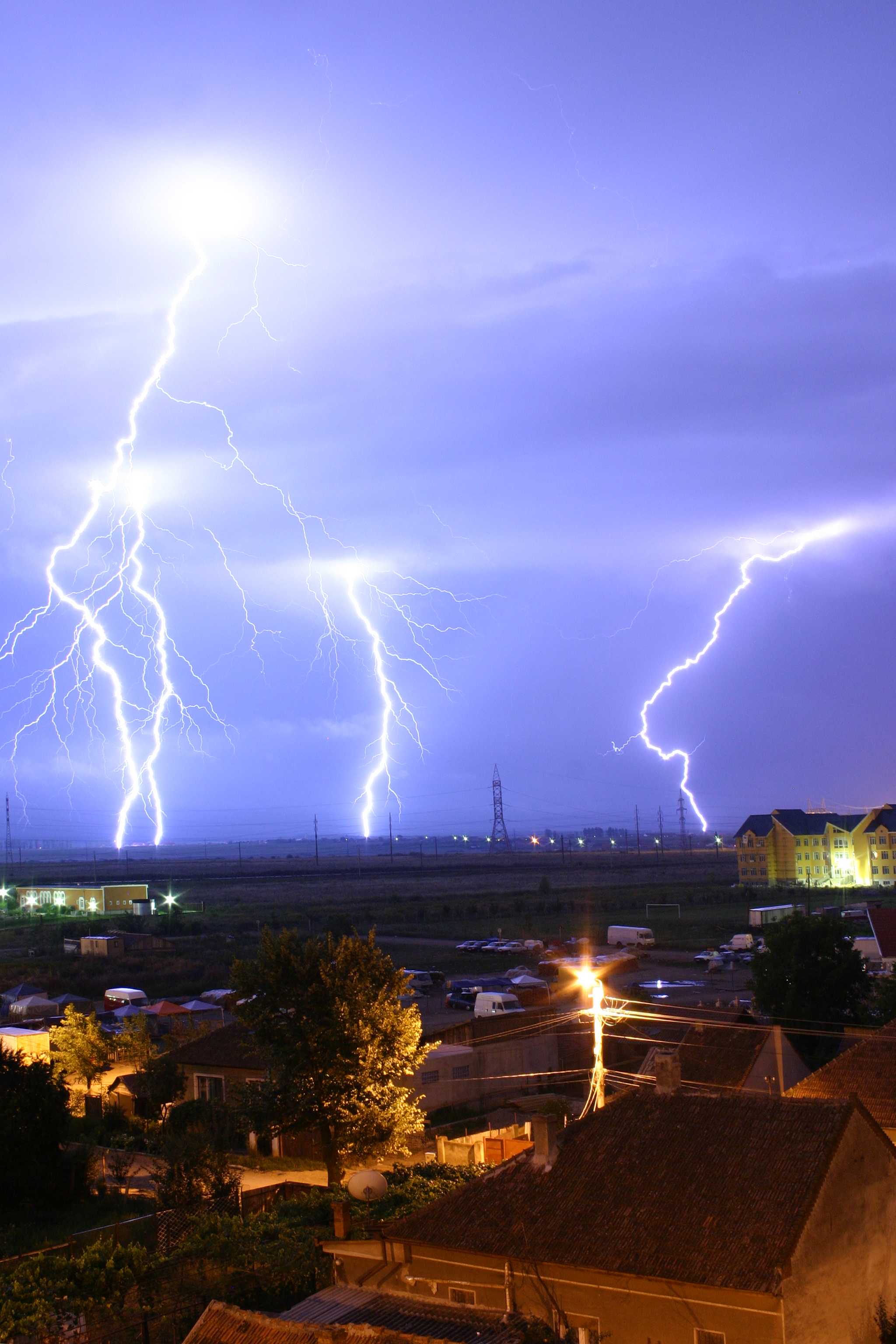
Молния

Атмосфе́рное электри́чество — совокупность электрических явлений в атмосфере, а также раздел физики атмосферы, изучающий эти явления. При исследовании атмосферного электричества изучают электрическое поле в атмосфере, её ионизацию и электрическую проводимость, электрические токи в ней, объёмные заряды, заряды облаков и осадков, грозовые разряды, явления турбулентности, атмосферные электрические структуры. Все проявления атмосферного электричества тесно связаны между собой и на их развитие сильно влияют локальные метеорологические факторы. К области атмосферного электричества обычно относят процессы, происходящие в тропосфере и стратосфере.
Начало изучению атмосферного электричества было положено в XVIII веке американским учёным Бенджамином Франклином, экспериментально установившим электрическую природу молнии, и русским учёным Михаилом Ломоносовым — автором первой гипотезы, объясняющей электризацию грозовых облаков. В XX веке были открыты проводящие слои атмосферы, лежащие на высоте более 60—100 км (ионосфера, магнитосфера Земли), установлена электрическая природа полярных сияний и обнаружен ряд других явлений. Развитие космонавтики позволило начать изучение электрических явлений в более высоких слоях атмосферы прямыми методами.
Две основные современные теории атмосферного электричества были созданы английским учёным Чарлзом Вильсоном и советским учёным Я. И. Френкелем. Согласно теории Вильсона, Земля и ионосфера играют роль обкладок конденсатора, заряжаемого грозовыми облаками. Возникающая между обкладками разность потенциалов приводит к появлению электрического поля атмосферы. По теории Френкеля, электрическое поле атмосферы объясняется всецело электрическими явлениями, происходящими в тропосфере, — поляризацией облаков и их взаимодействием с Землёй, а ионосфера не играет существенной роли в протекании атмосферных электрических процессов.
Исследования атмосферного электричества позволяют выяснить природу процессов, ведущих к колоссальной электризации грозовых облаков, в целях прогноза и управления ими; выяснить роль электрических сил в образовании облаков и осадков; они дадут возможность снижения электризации самолётов и увеличения безопасности полётов, а также раскрытия тайны образования шаровой молнии.

## Примеры атмосферного электричества
- Молния
- Шаровая молния
- Зарница
- Молнии Кататумбо